# Abasja (gemeente)
Abasja (Georgisch: აბაშის მუნიციპალიტეტი, Abasjis munitsipaliteti) is een gemeente in het westen van Georgië met 17.668 inwoners (2024), gelegen in de regio Samegrelo-Zemo Svaneti. De gemeente, waarvan de gelijknamige stad het bestuurlijke centrum is, heeft een oppervlakte van 322,5 km² en ligt in het Colchis-laagland. De Rioni stroomt door de gemeente.

## Toponiem
De naam "Abasja" is afgeleid van het Arabisch, waarover verschillende legendes bestaan. Een daarvan is dat Arabische veroveraars de rivier Abasja wilden oversteken, maar dat deze overstroomde waarop zij riepen: "Aba-sja", wat betekent "Laten we terugtrekken".

## Geschiedenis
Het gebied rond de Rioni wordt gekenmerkt door vruchtbare gronden in het Colchis-laagland. Colchiërs en Laz hebben eeuwenlang landbouw bedreven en metallurgie, ambachten, handel, en stadsleven konden er zich ontwikkelen. Door het gebied passeerden oude (handels)wegen, zoals tussen Poti en Koetaisi en tussen Koboeleti en Martvili.
Na het uiteenvallen van het Koninkrijk Georgië in de 15e eeuw lag het gebied van Abasja in het vorstendom Mingrelië en stond het onder de heerschappij van de adellijke Dadiani-familie. Het Ottomaanse Rijk had de uiteindelijke controle over het gebied, maar vanaf de 18e eeuw verloren zij het gezag. Toen Rusland in 1810 overging tot de annexatie van West-Georgië werd de Russische bestuurlijke indeling langzamerhand ingevoerd die de basis legde voor de hedendaagse indeling.

### In Russisch Rijk

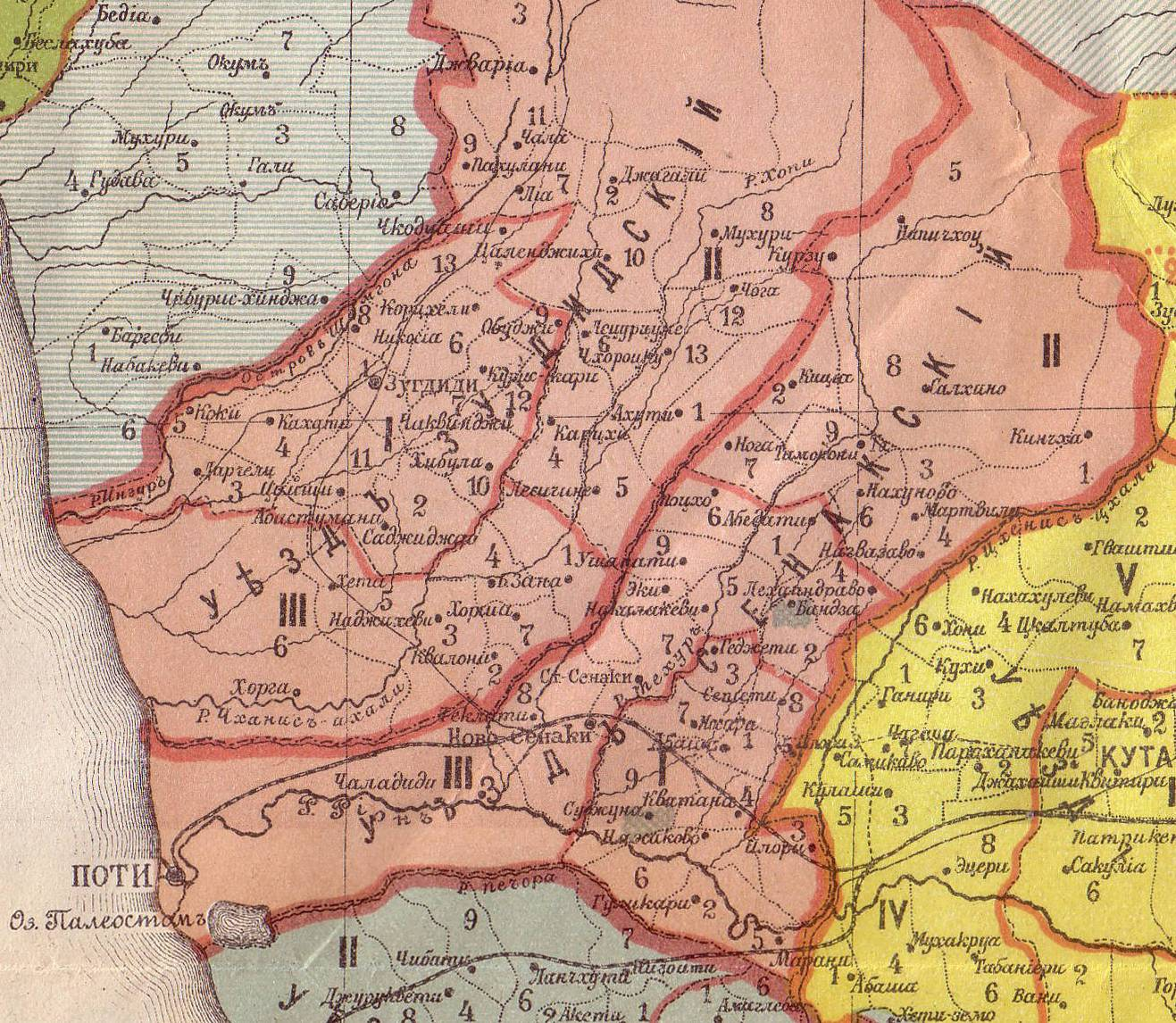
Oejezd Senaki met oetsjastok Abasja (I middenonder)

In 1846 werd Mingrelië opgenomen in het nieuwe Gouvernement Koetais dat tot 1917 bestond. Daarbinnen viel het moderne gebied van Abasja tot 1930 onder het oejezd Senaki. Het oejezd, ook wel mazra genoemd in het Georgisch, was onderverdeeld in vier districten, zogeheten oetsjastoks, waaronder het oetsjastok Abasja, waarmee de contouren van de moderne gemeente geschapen werden. Een klein deel van de hedendaagse gemeente was ingedeeld bij oejezd Koetaisi.

### Vorming district
Als gevolg van de bestuurlijke herindelingen van de Sovjet-Unie in 1930 werd het gebied van Abasja bij het rajon Senaki ingedeeld. Abasja werd in 1935 als zelfstandig rajon Abasja daarvan afgesplitst. In de jaren 1960 viel het rajon korte tijd onder Gegetsjkori (Martvili), maar in 1966 werd dat teruggedraaid en kreeg Abasja de huidige grenzen. In het onafhankelijke Georgië werd het district in 1995 onderdeel van de nieuw opgerichte regio (mchare) Samegrelo-Zemo Svaneti en in 2006 werd het district omgevormd naar een gemeente (municipaliteit), waarbij het dezelfde omvang behield.

## Geografie
Abasja ligt in het Colchis-laagland, langs beide oevers van de Rioni met het grootste deel van de gemeente aan de noordkant. De gemeente grenst in het noorden aan Martvili, in het westen aan Senaki, in het zuiden aan Lantsjchoeti (regio Goeria), in het oosten aan Samtredia (regio Imereti) en het noordoostelijk puntje grenst aan Choni, ook in Imereti.
De rivier Abasja, die uit het Egrisigebergte komt, stroomt van noord naar zuid door de gemeente, en vormt een deel van de westelijke grens. Uit datzelfde gebergte komen ook de rivieren Noghela en Tschenistskali, die in dezelfde zuidelijke richting door Abasja stromen. De Tschenistskali vormt de grens met de regio Imereti. De gemeente ligt op ongeveer 20-90 meter boven zeeniveau en is derhalve vlak, met een helling van zuidwest naar het noordoosten waar het hoogste deel ligt.

## Demografie
Begin 2023 telde de gemeente Abasja 17.668 inwoners, een daling van bijna 17% ten opzichte van de volkstelling van 2014. Het aantal inwoners in de hoofdplaats Abasja daalde in dezelfde periode met 11%.
| Gemeente Abasja                                                         | - | -     | 49.400 | 30.286 | 30.416 | 29.246 | 28.219 | 28.707 | 22.341 | 19.873 | 17.668 |  |  |  |
|                                                                         |   |       |        |        |        |        |        |        |        |        |        |  |  |  |
| Abasja                                                                  | - | 1.514 | 2.264  | 4.444  | 5.197  | 6.801  | 7.139  | 6.430  | 4.941  | 4.573  | 4.225  |  |  |  |
| Verantwoording data: Bevolkingsstatistiek Georgië 1897 tot heden. Noot: |   |       |        |        |        |        |        |        |        |        |        |  |  |  |

### Etniciteit en religie

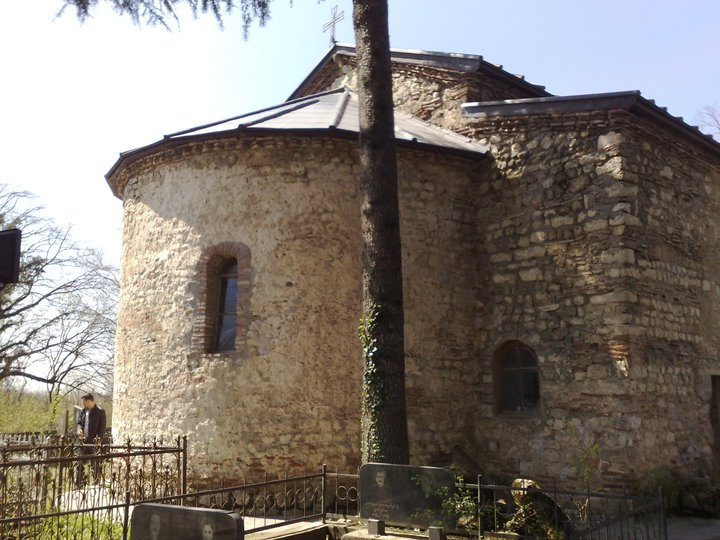
Sepietikerk

De bevolking van Abasja was volgens de volkstelling van 2014 praktisch mono-etnisch Georgisch (99,6%), waarbij enkele tientallen Russen (0,2%) de belangrijkste etnische minderheid waren. Qua religie bestaat de bevolking voor 99,1% uit Georgisch-Orthodoxen. De enige geloofsminderheden waren enkele tientallen moslims (0,2%) en jehova's (0,1%).

## Administratieve onderverdeling

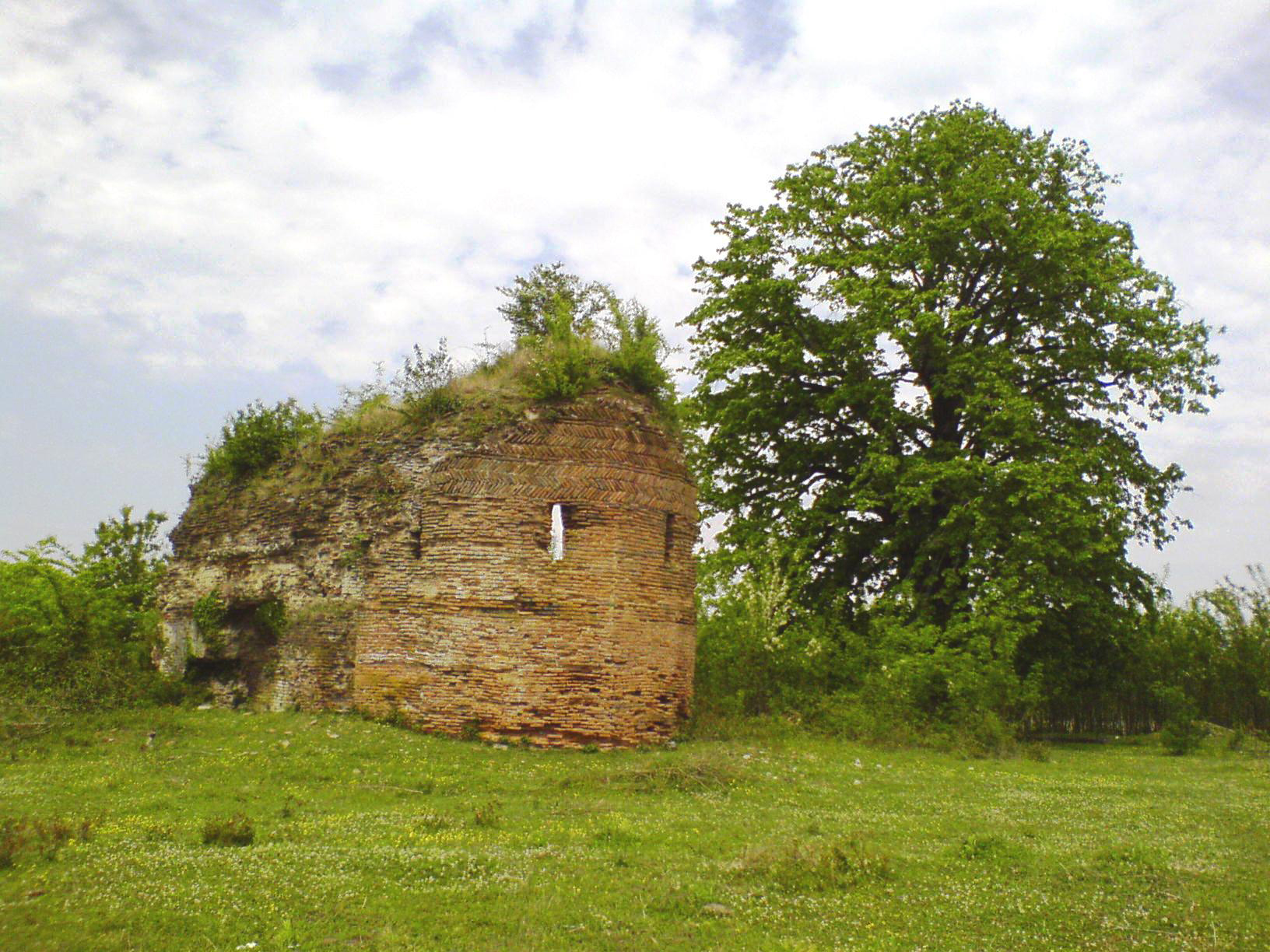
Ruïne van Kadarikerk

De gemeente Abasja is administratief onderverdeeld in 15 gemeenschappen (თემი, temi) met in totaal 35 dorpen (სოფელი, sopeli) en één stad (ქალაქი, kalaki), het bestuurlijk centrum Abasja.

## Bestuur
De gemeenteraad van Abasja (Georgisch: საკრებულო, sakreboelo) wordt elke vier jaar gekozen in een gemengd kiesstelsel. Een deel wordt via enkelvoudige kiesdistricten gekozen en een deel via evenredige vertegenwoordiging van gesloten partijlijsten, waarvoor een kiesdrempel geldt van drie procent.
| Samenstelling Sakrebulo (zetels per partij) | Samenstelling Sakrebulo (zetels per partij) | Samenstelling Sakrebulo (zetels per partij) | Samenstelling Sakrebulo (zetels per partij) | Samenstelling Sakrebulo (zetels per partij) | Samenstelling Sakrebulo (zetels per partij) |
| Partij                                      | Partij                                      | 2014                                        | 2017                                        | 2021                                        |                                             |
| ------------------------------------------- | ------------------------------------------- | ------------------------------------------- | ------------------------------------------- | ------------------------------------------- | ------------------------------------------- |
|                                             | Georgische Droom (GD)                       | 14                                          | 21                                          | 18                                          |                                             |
|                                             | Verenigde Nationale Beweging (UNM)          | 11                                          | 6                                           | 8                                           |                                             |
|                                             | Overige partijen                            | 6                                           | 5                                           | 4                                           |                                             |
| Totaal                                      | Totaal                                      | 31                                          | 32                                          | 30                                          |                                             |

## Bezienswaardigheden

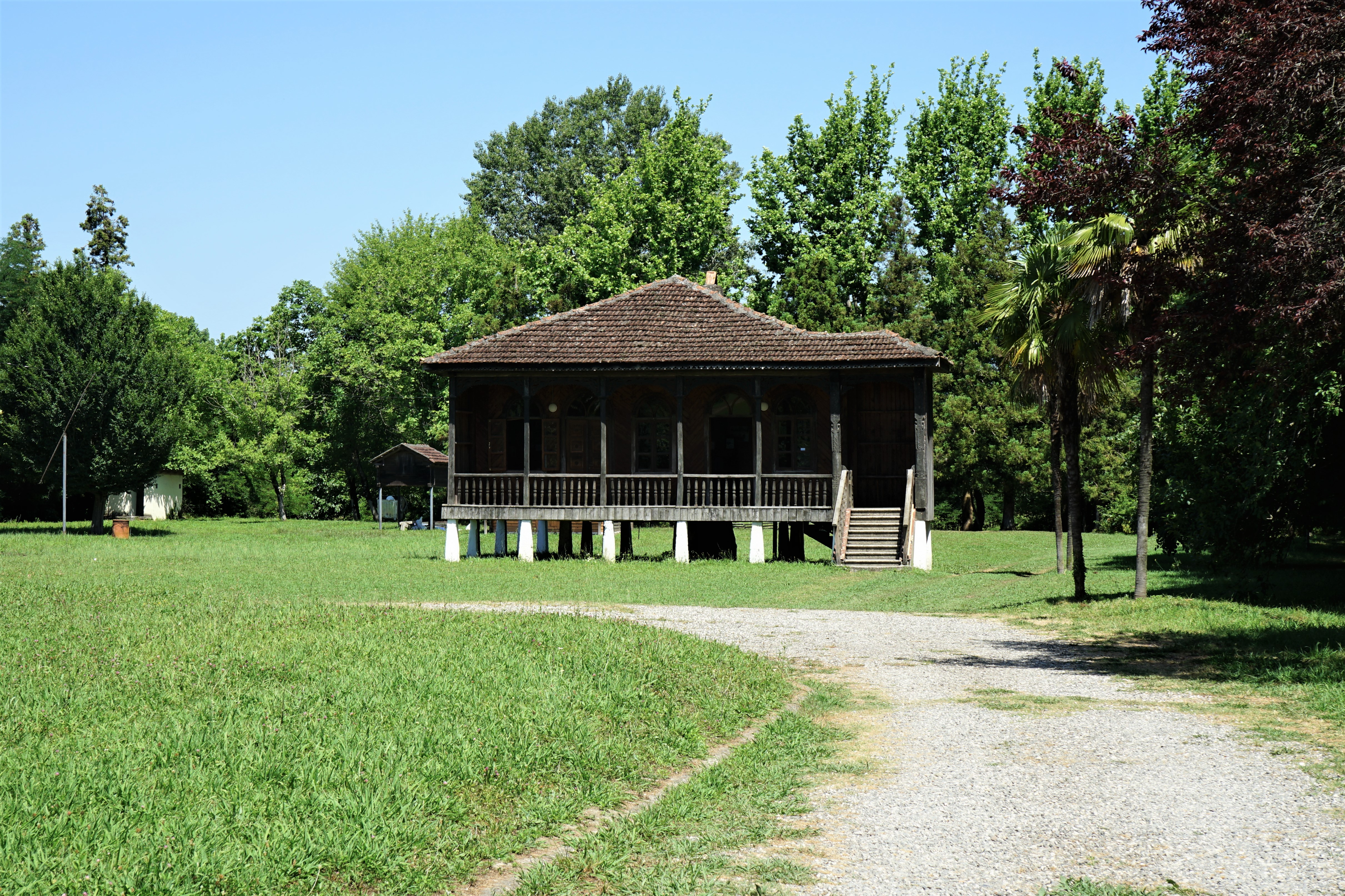
Geboortehuis Konstantine Gamsachoerdia

In de gemeente zijn enkele bezienswaardigheden:
- Aartsengel kerk in Sepieti uit de 5e-6e eeuw.[22]
- Geboortehuis van de beroemde Georgische schrijver en academicus Konstantine Gamsachoerdia (1893-1975), vader van de eerste President van Georgië, Zviad Gamsachoerdia.
- Katsoboeri Beheerd Reservaat, een reservaat van 295 hectare in een voormalige bocht van de Rioni, onderdeel van de beschermde gebieden in het gebied waaronder Nationaal park Kolcheti.

## Vervoer
De belangrijkste hoofdweg in Georgië, S1 / E60 (Tbilisi - Zoegdidi - Abchazië), passeert door de gemeente en doet de hoofdplaats Abasja aan. Tevens passeren de belangrijke nationaal-regionale hoofdwegen nationale route Sh3 en Sh4 de gemeente. De Samtredia - Zoegdidi spoorlijn heeft een station in Abasja.